# Cortinarius bovinus
Cortinarius bovinus (Elias Magnus Fries, 1838) a încrengăturii Basidiomycota, din familia Cortinariaceae și de genul Cortinarius, este o ciupercă necomestibilă destul de rară care coabitează, fiind un simbiont micoriza (formează micorize pe rădăcinile arborilor). Un nume popular nu este cunoscut. În România, Basarabia și Bucovina de Nord trăiește de la câmpie la munte sociabil în grupuri mai mici, pe sol acru, cu predilecție în păduri de conifere sub molizi și brazi, dar ocazional și sub fagi sau stejari tineri precum pe lângă aluni. Timpul apariției este din septembrie până în noiembrie.

## Taxonomie

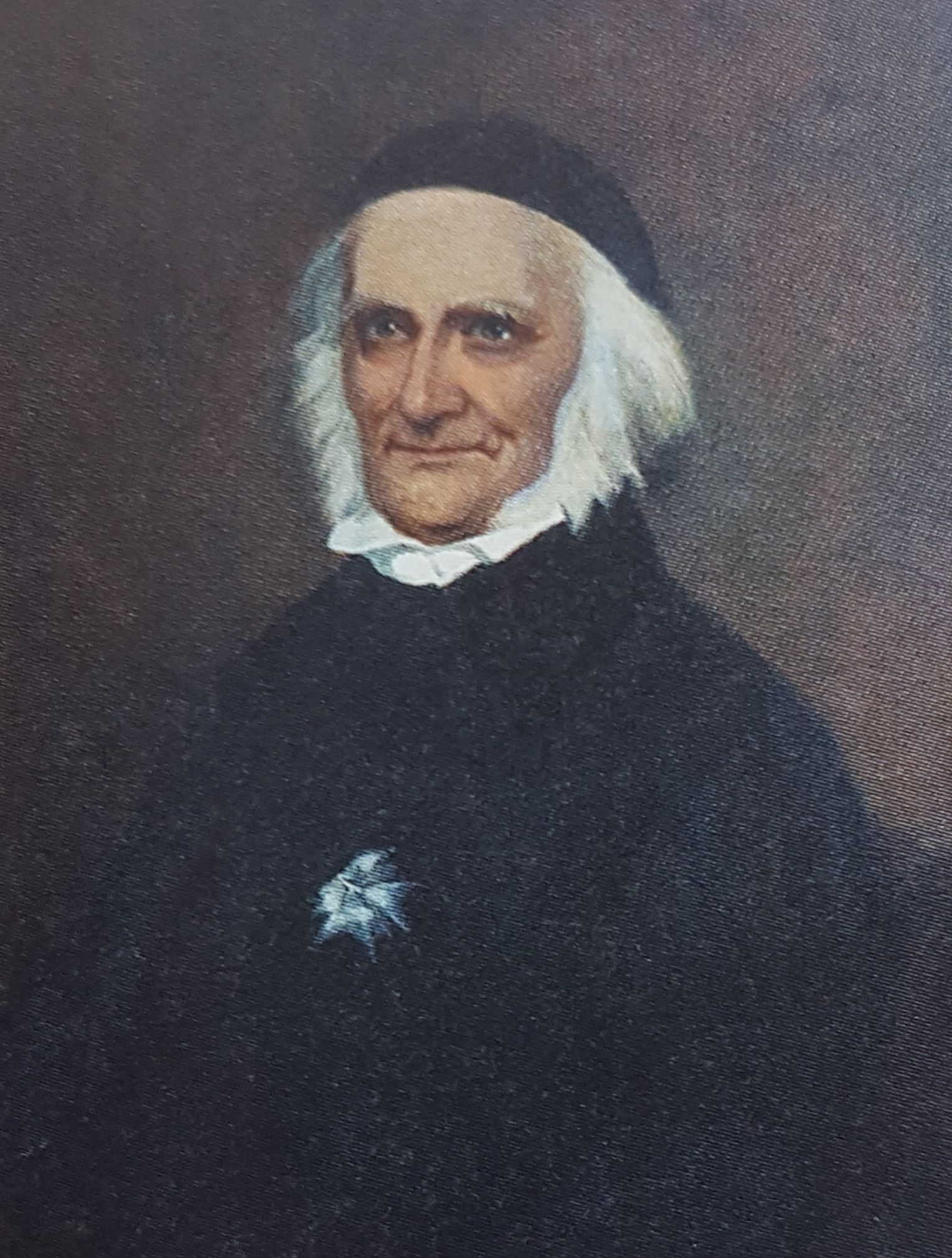
Elias Fries

Numele binomial Cortinarius bovinus a fost determinat de renumitul micolog suedez Elias Magnus Fries, de verificat în cartea sa Epicrisis systematis mycologici, seu synopsis hymenomycetum din 1838, fiind, de asemenea, numele curent valabil (2022).
Taxon obligatoriu este Hydrocybe bovina, descris de cunoscutul micolog austriac M.M.Moser în 1953, Dar și sinonimele bazate pe descrierea lui Fries, anume Gomphos bovinus a micologului german Otto Kuntze (1891) precum Telamonia bovina a botanistului norvegian Axel Gudbrand Blytt (1843-1898), editat postum în 1905, sunt acceptate. Alte denumiri nu sunt cunoscute.
Epitetul specific este derivat din adjectivul latin (latină bovinus=aferent vitelor), datorită coloritului cuticulei.

## Descriere

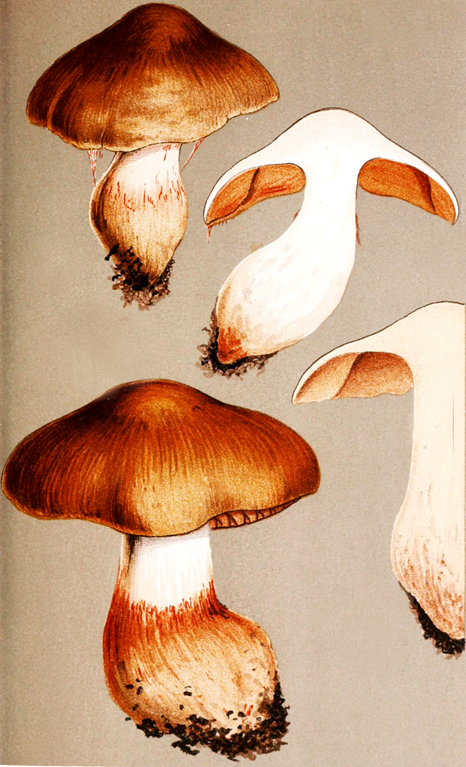
Cooke: Cortinarius bovinus

- Pălăria: destul de cărnoasă, ceva spongioasă și higrofană cu un diametru de 4-7 (9) cm este la început emisferică cu resturi ale vălului pieloase, alb-lânoase la marginea rulată spre interior, apoi repede convexă, nu rar cu o cocoașă centrală lată și întinsă, la bătrânețe aplatizată. Cuticula uscată, netedă, golașă și mată este, datorită higrofanității, adesea zonată concentric. Coloritul poate fi brun-gălbui deschis, gri-maroniu sau brun de căprioară sau vită, decolorându-se la bătrânețe ocru.
- Lamelele: sunt destul de late, distanțate între ele, cu lameluțele ondulate, intercalate și bifurcate de lungime diferită, fiind atașate bombat la picior. Coloritul inițial bej până gri-brun se decolorează cu timpul, devenind în sfârșit brun de căprioară până la brun-ruginiu. În tinerețe sunt acoperite de o cortină trecătoare nu prea deasă albicioasă, formată din fibre foarte fine ca de păienjeniș, rest al vălului parțial. Muchiile dințate sunt mai deschise în culoare, aproape albicioase și adesea slab ondulate.
- Piciorul: cărnos, destul de spongios și plin pe dinăuntru cu o lungime de 5-9 cm și o grosime de 1-1,5 (2) cm (spre bază până la 3,8 cm) are forma de măciucă, prezentând ocazional la bază chiar un bulb nu prea proeminent, înrădăcinând datorită miceliului alb și pâslos. Coloritul suprafeței uscate inițial albicioase devine cu timpul crem murdar,  străbătut de fibre brune. Nu poartă un inel.
- Carnea: spongioasă, oarecum fibroasă, de colorit alb murdar, în picior marmorat cafeniu nu se decolorează după tăiere. Mirosul este ca de fructe fermentate sau de gulie, gustul fiind blând, dar neplăcut acrișor.[3][4]
- Caracteristici microscopice: are spori puternic dextrinoizi (brun-portocaliu cu reactivul Melzer) cu o dimensiune de 7,8-10,5 x 5,3-7,0 microni, lat elipsoidali până în formă de lacrimă, aplatizați sub apicol sau cu o depresiune slabă, apical lat spre slab rotunjiți, moderat verucoși, aspru în contur, cu negi denși, adesea oarecum confluenți care formează creste scurte (0,5 µm) care se suprapun clar pe alocuri și. Pulberea lor este brun-ruginie. Basidiile clavate, hialine, pigmentate parțial brun-auriu, prezintă 4 sterigme fiecare, măsurând 27-36 x 7-9 microni. Pileocistidele (elemente sterile de pe suprafața pălăriei) au două straturi. Celulele superioare (epicutis) sunt subțiri și intacte, fin striate precum încrustate galben-brun pal. Hipodermul mai dezvoltat prezintă celule alungite de 10-20 µm lățime cu pereți groși și un pigment gălbui foarte pal. Cistidele (elemente sterile situate în stratul himenial sau printre celulele din pielița pălăriei și a piciorului, probabil cu rol de excreție) pigmentate foarte palid și nu izbitor încrustate sunt pe muchii fertile.[10][11]
- Reacții chimice: carnea și cuticula se decolorează cu hidroxid de potasiu brun de ciocolată, pe coaja piciorului brun-măsliniu murdar și cu Hidroxid de sodiu mai întâi vinaceu, apoi brun închis.[12][13]

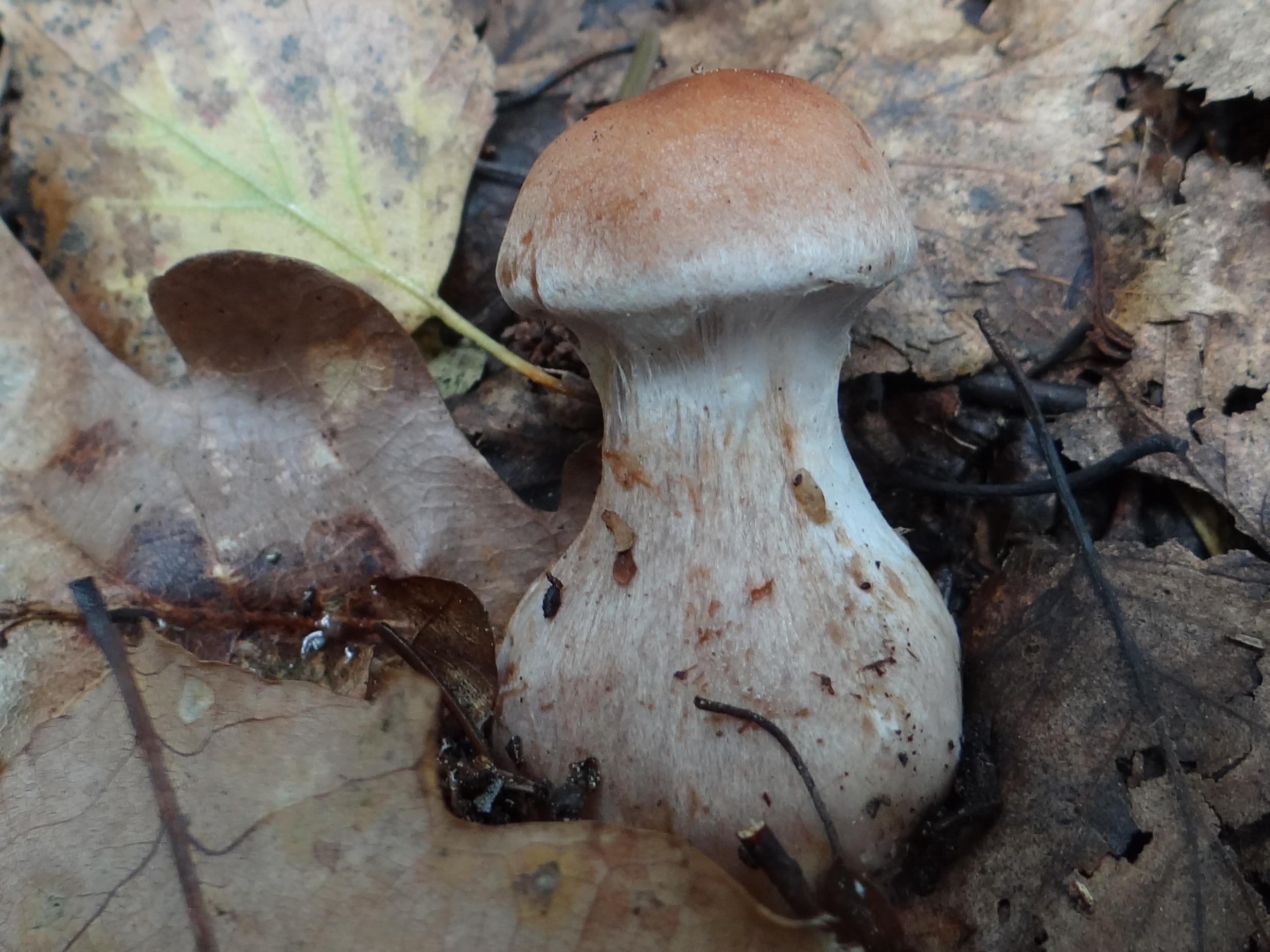
C. bovinus tânăr
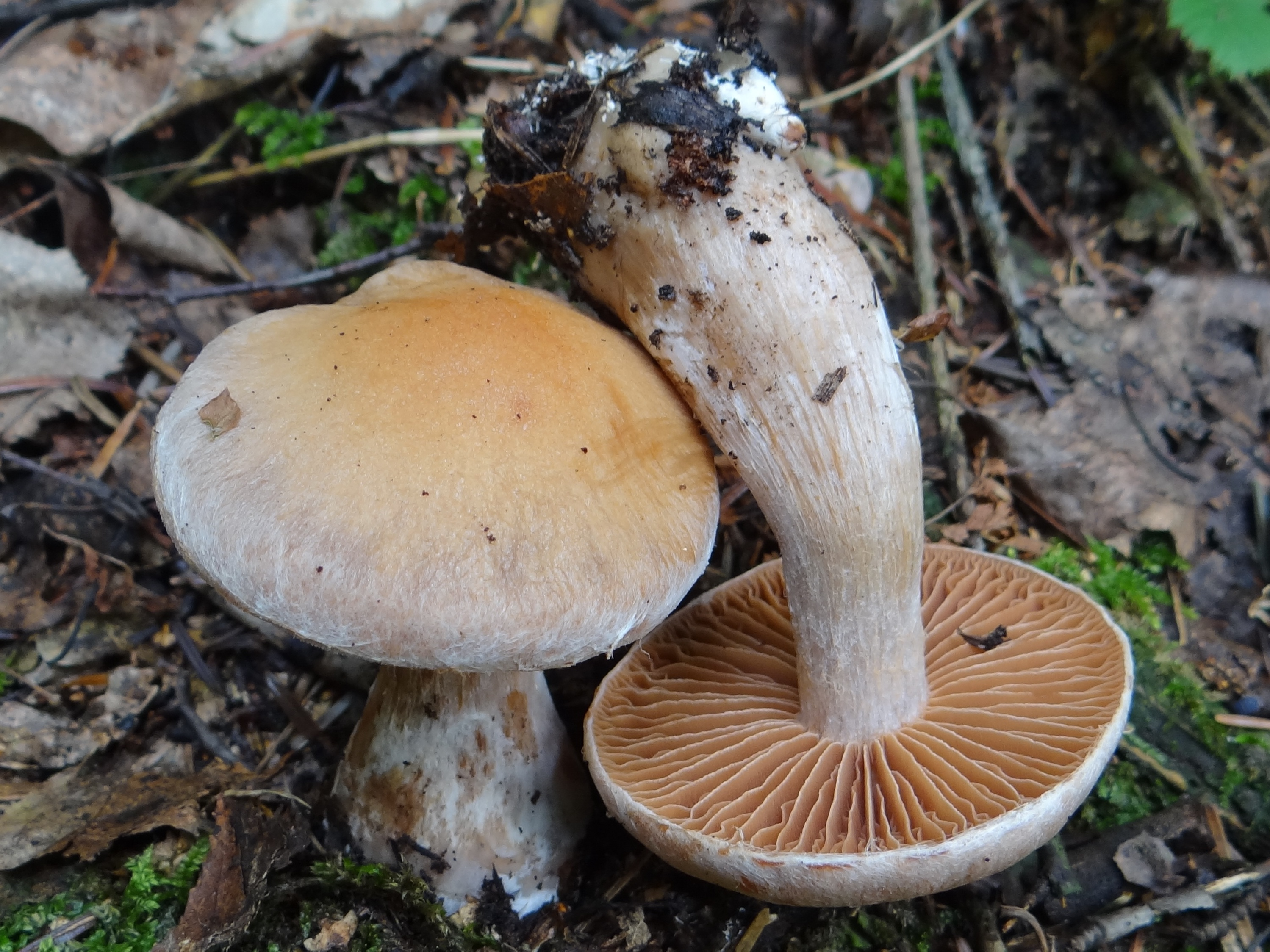
C. bovinus matur: pălărie, lamele și picior

## Confuzii
Specia poate fi confundată de exemplu cu Cortinarius armeniacus (necomestibil), Cortinarius armillatus (comestibil), Cortinarius bivelus (necomestibil), Cortinarius cotoneus (otrăvitor), Cortinarius elegantior, (comestibil), Cortinarius elegantissimus (otrăvitor), Cortinarius mussivus sin. Cortinarius russeus (comestibil),  Cortinarius pholideus (necomestibil), Cortinarius subferrugineus (necomestibil), Cortinarius triformis (necomestibil), Cortinarius trivialis (necomestibil), Cortinarius venetus (otrăvitor) sau Cortinarius vibratilis (comestibil, lamele alb-gălbuie la început, apoi maroniu-roșcate și picior alb, inițial acoperit de un văl lipicios).

## Specii asemănătoare în imagini

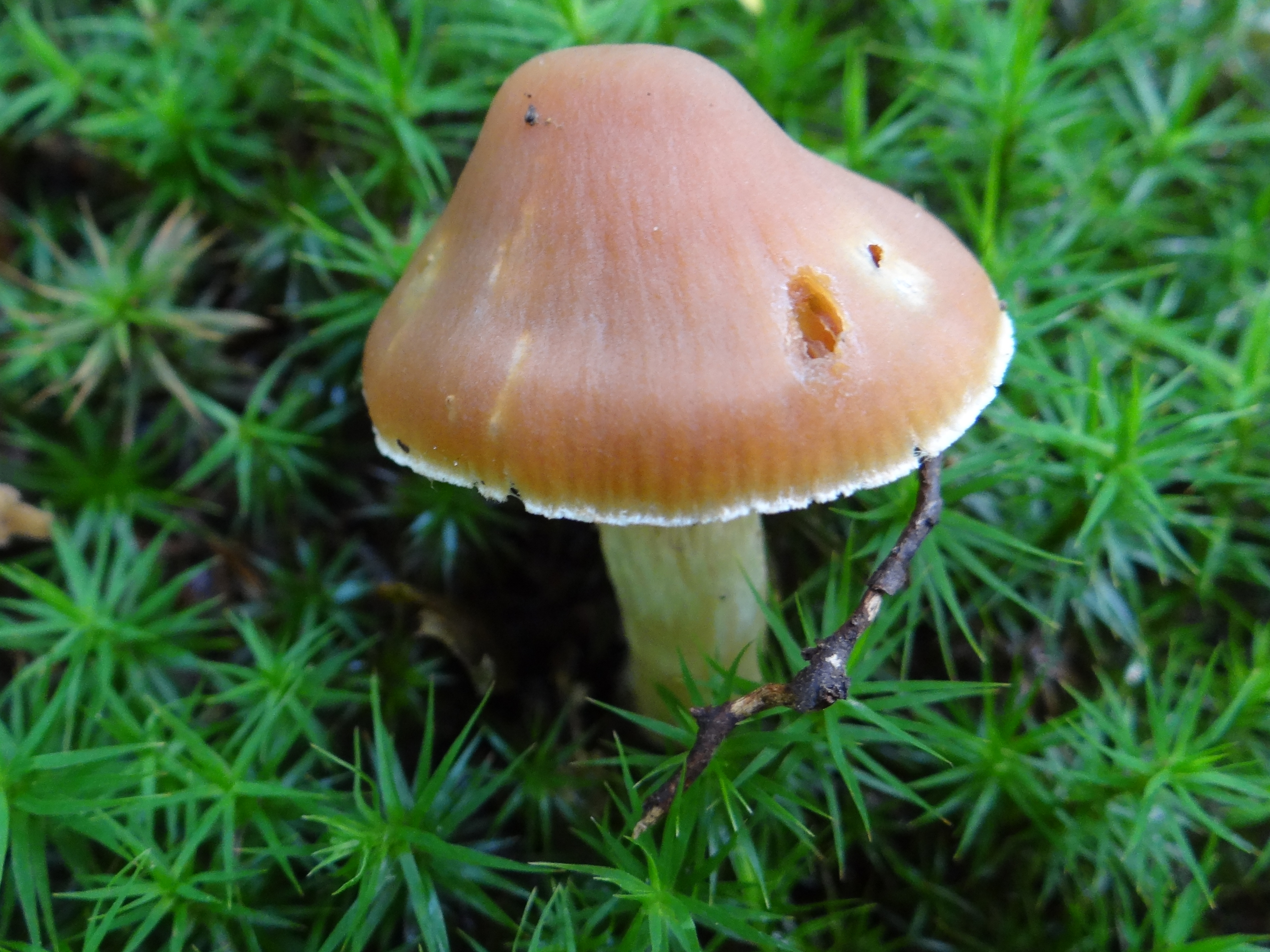
!Cortinarius armeniacus!
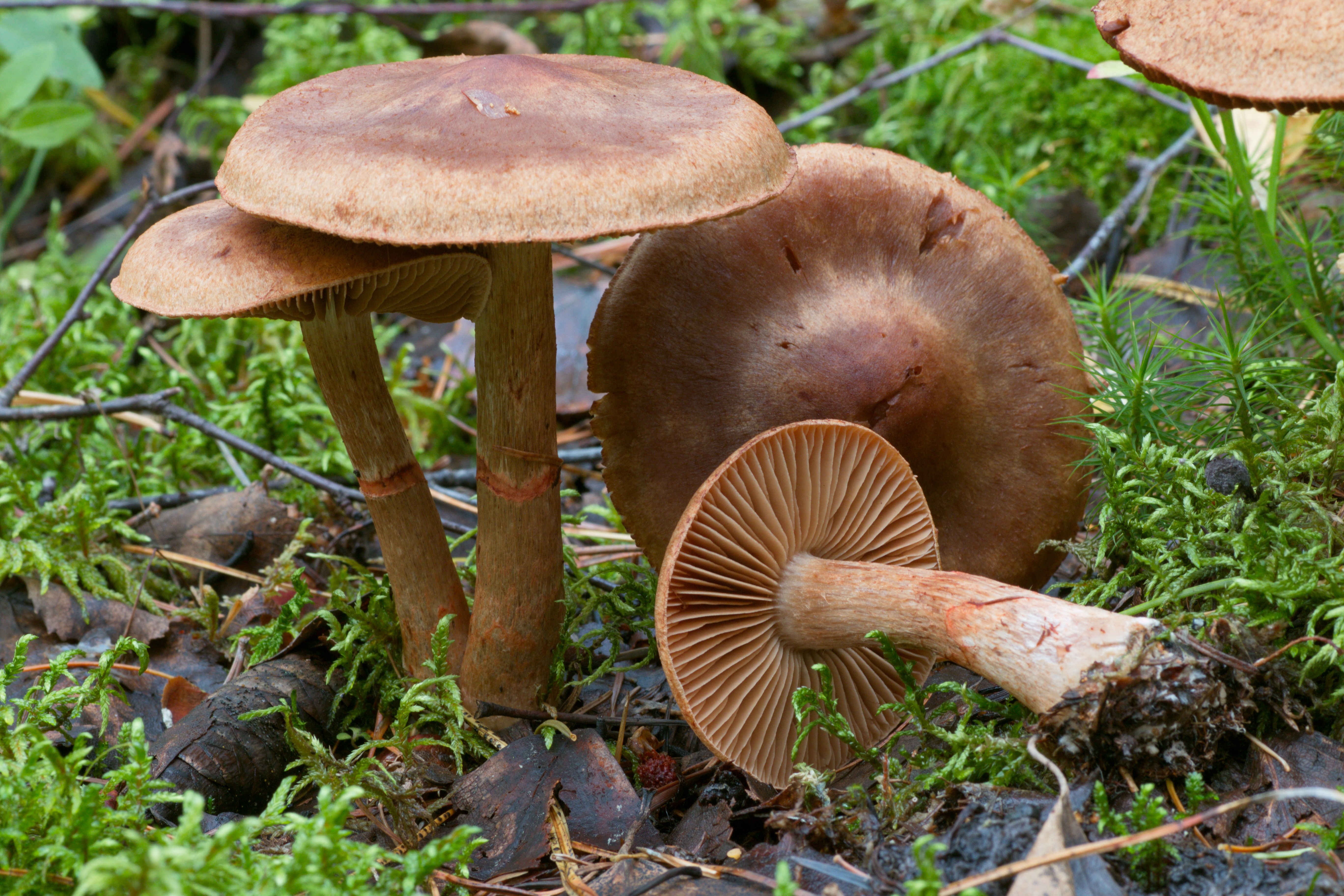
Cortinarius armillatus
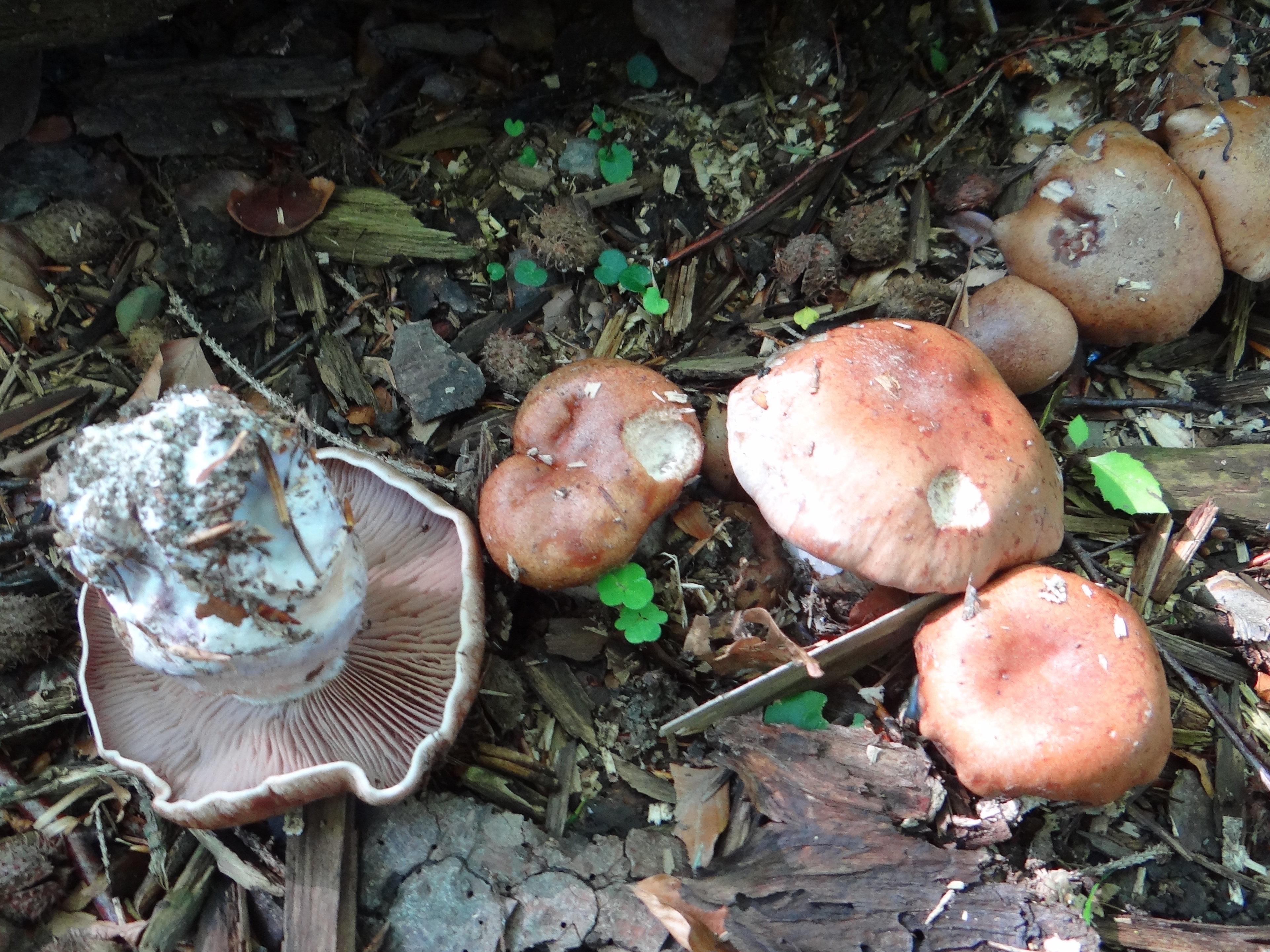
!Cortinarius bivelus !
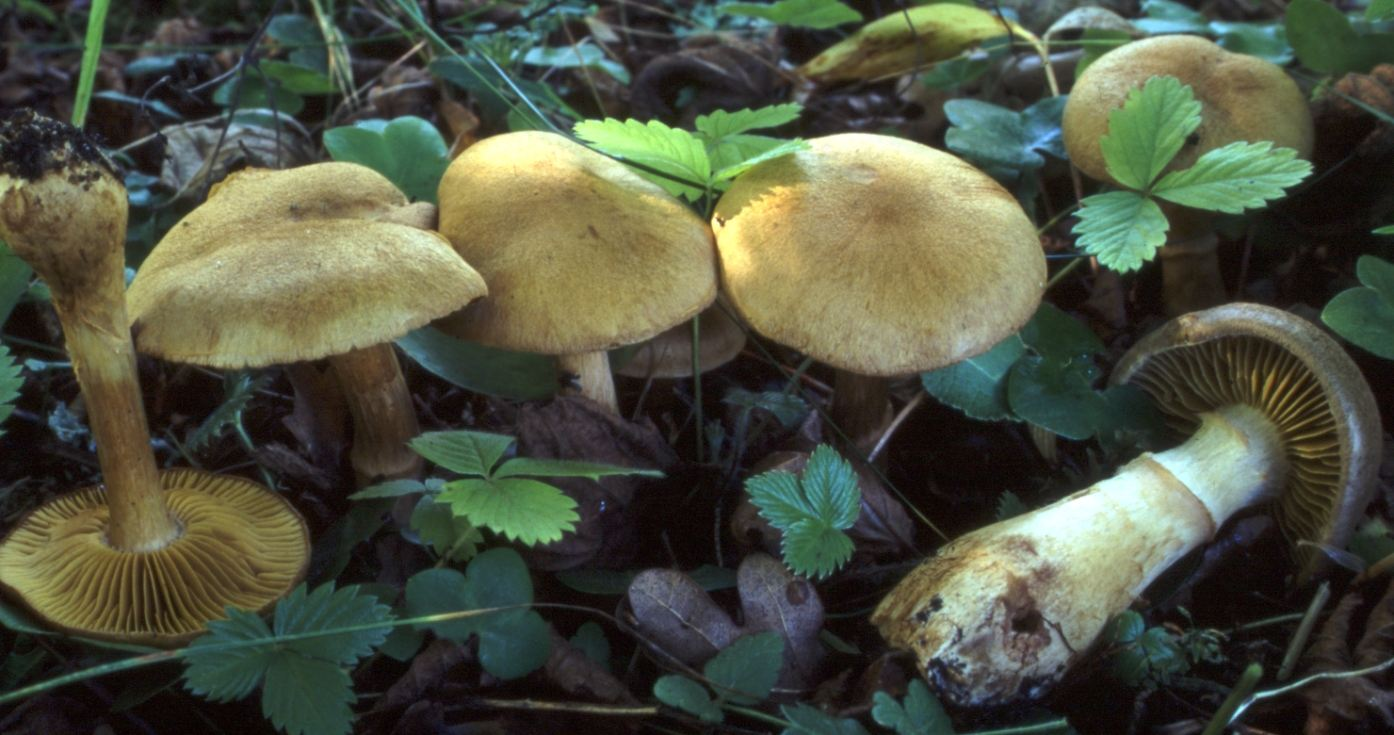
!!Cortinarius cotoneus!!
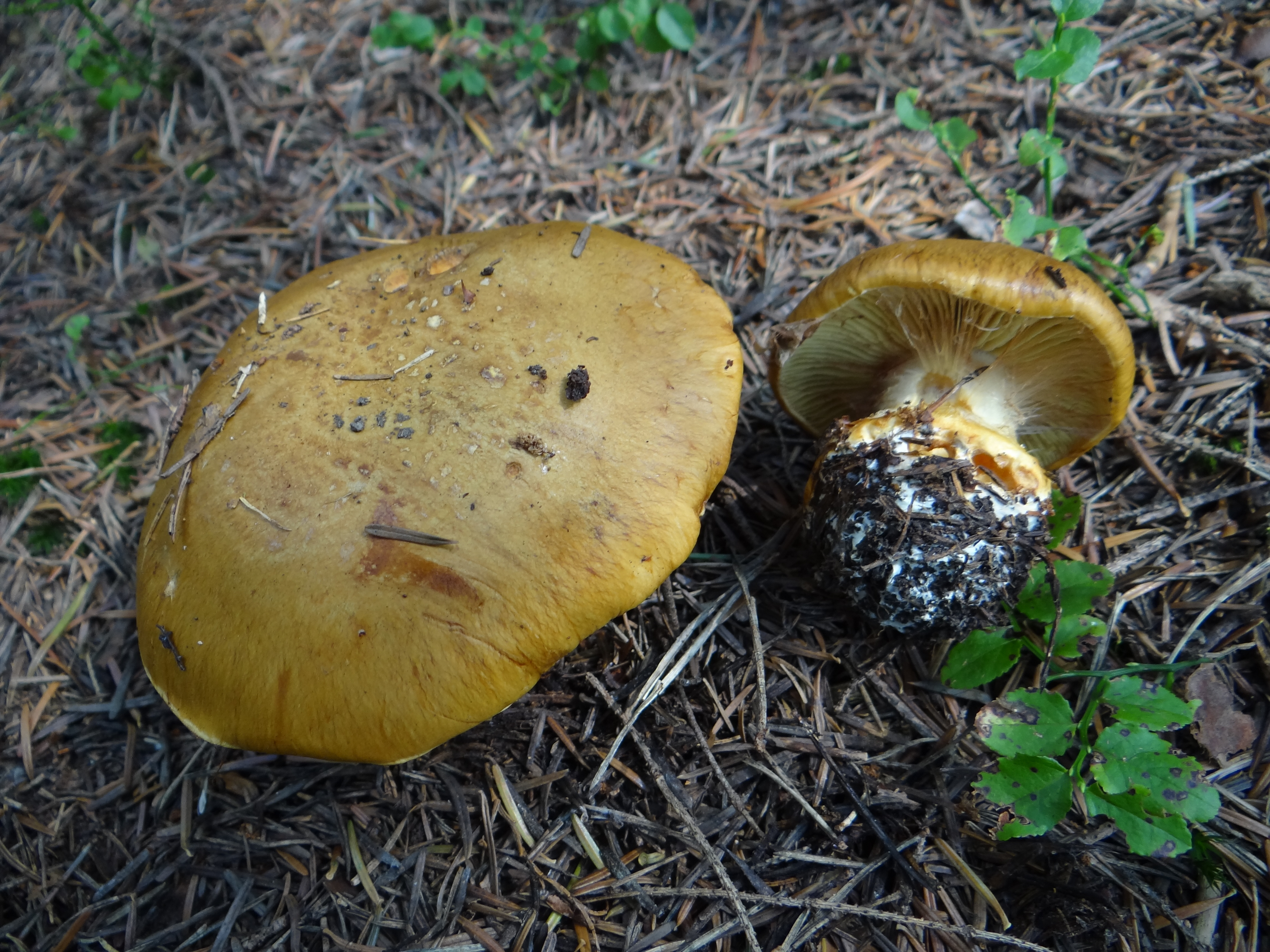
Cortinarius elegantior

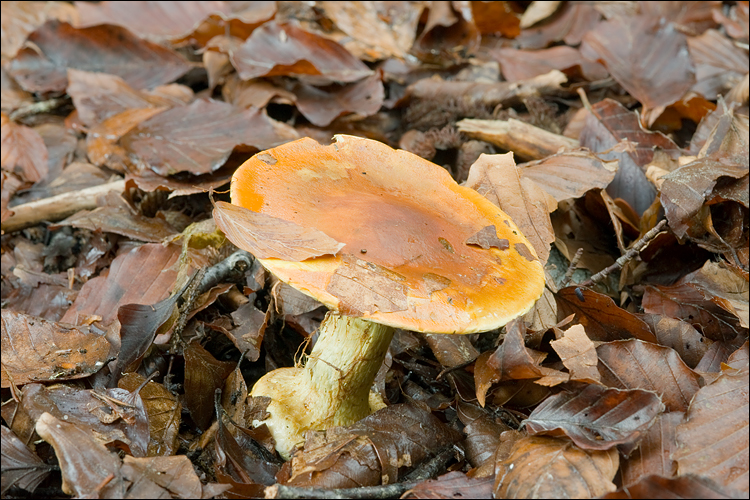
!!Cortinarius elegantissimus!!
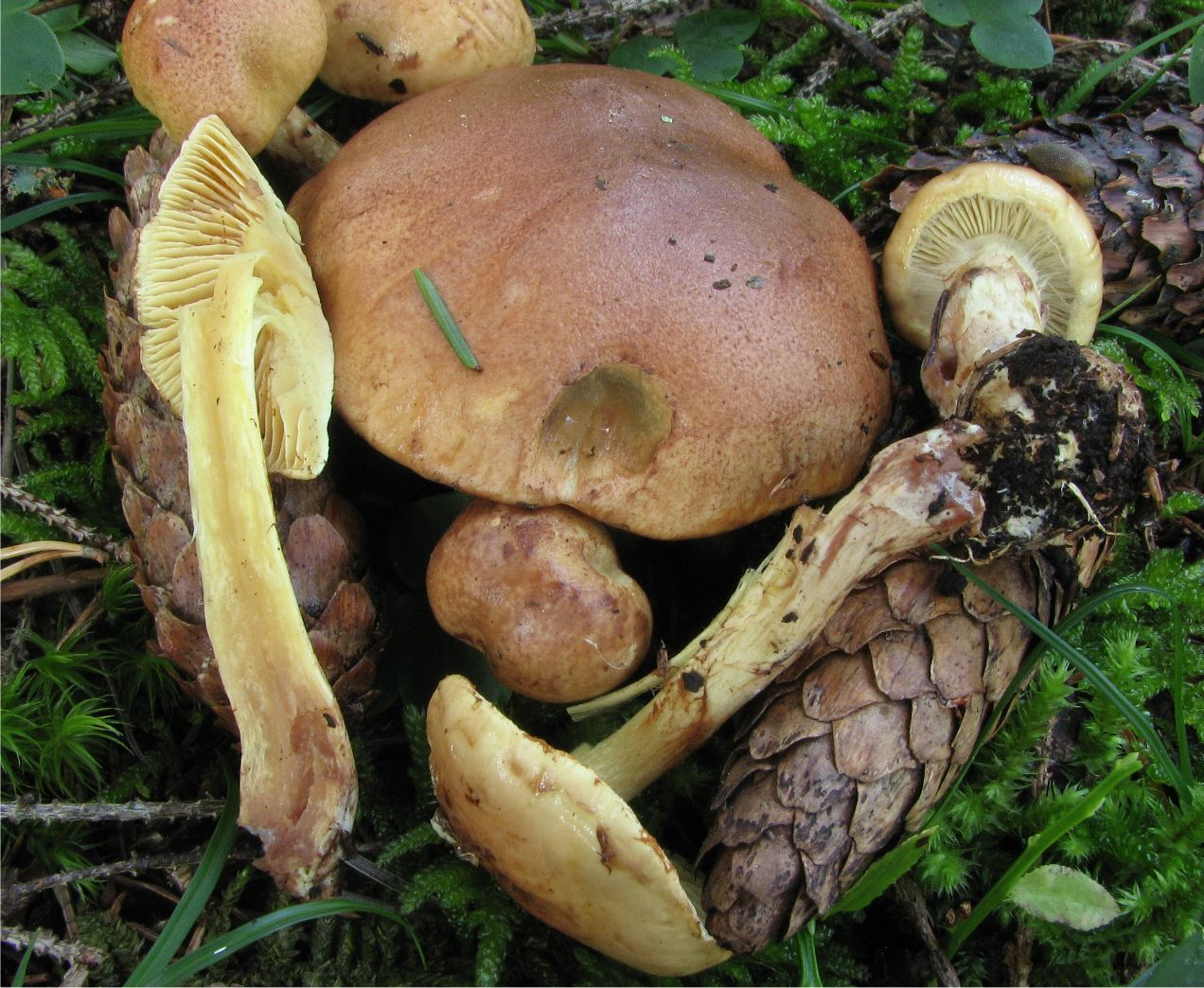
Cortinarius mussivus
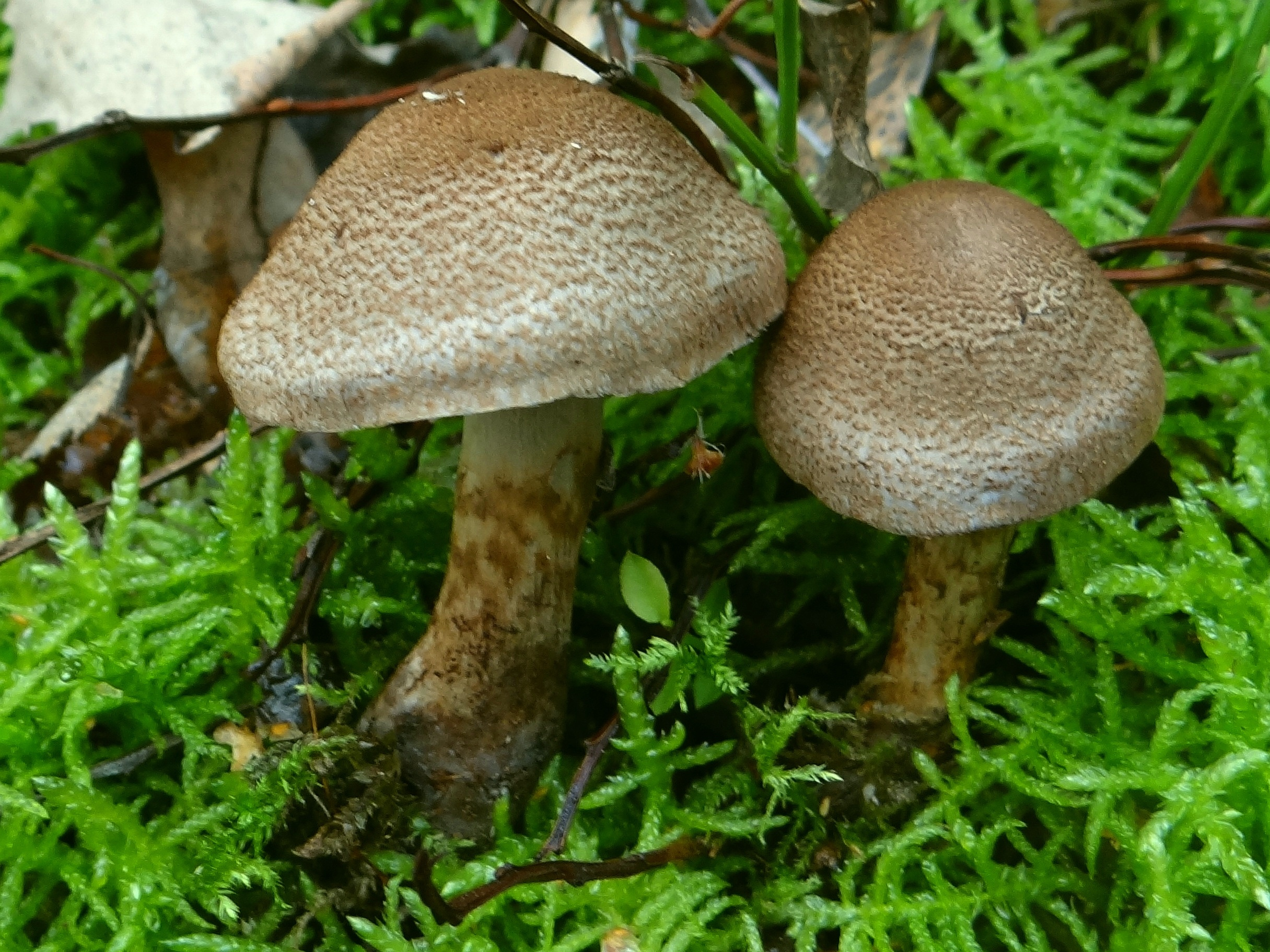
!Cortinarius pholideus!
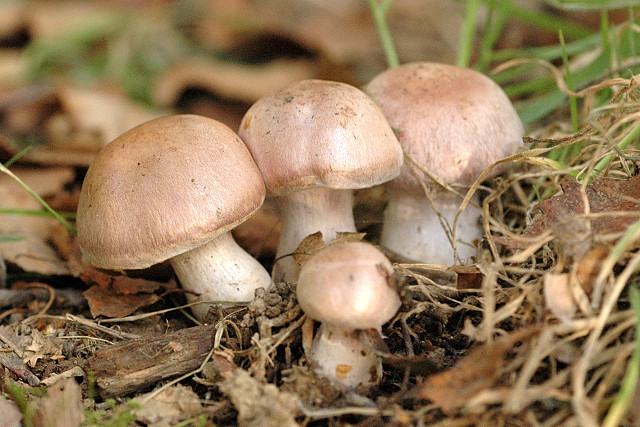
!Cortinarius subferrugineus!

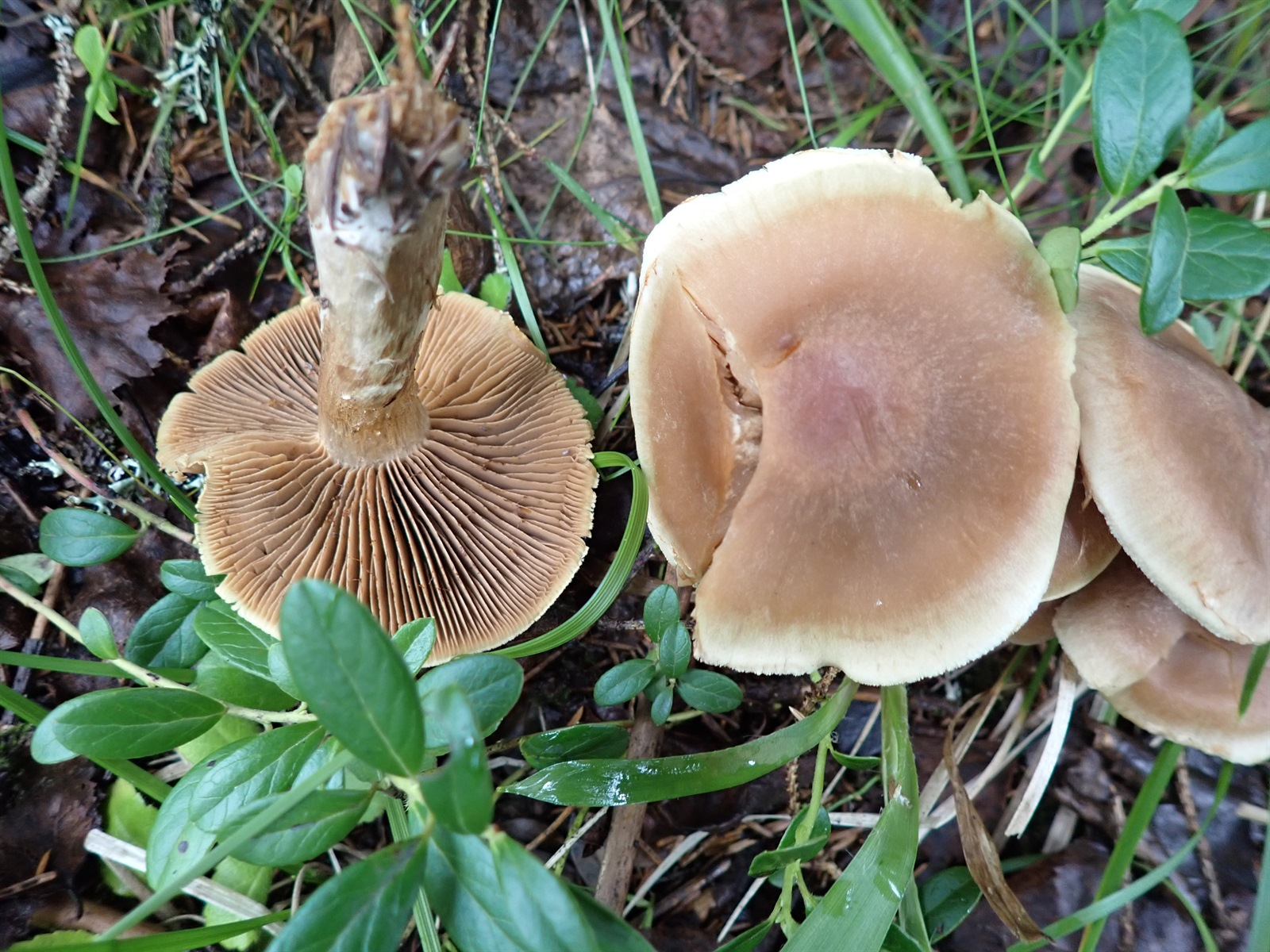
!Cortinarius triformis!
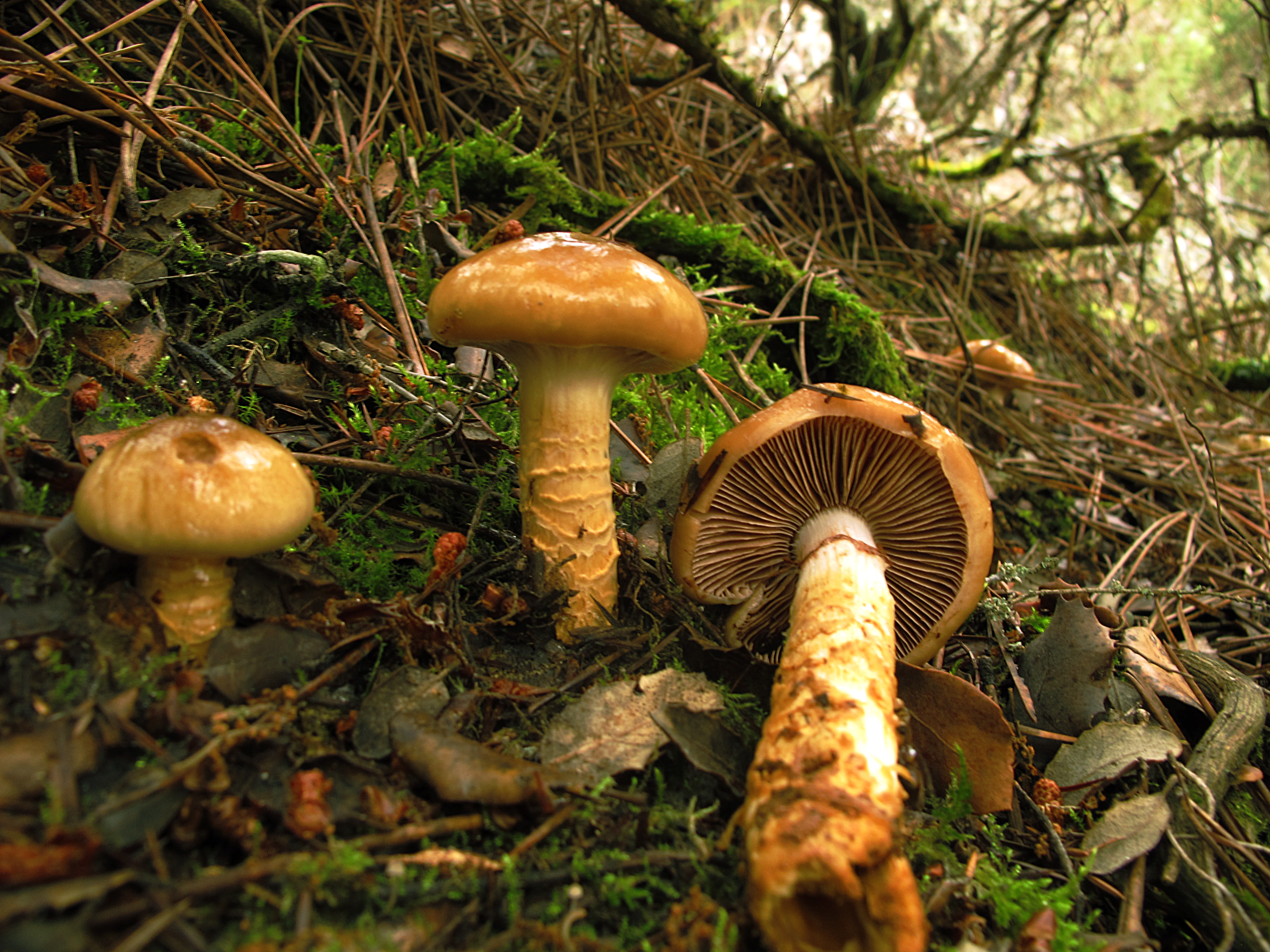
!Cortinarius trivialis!
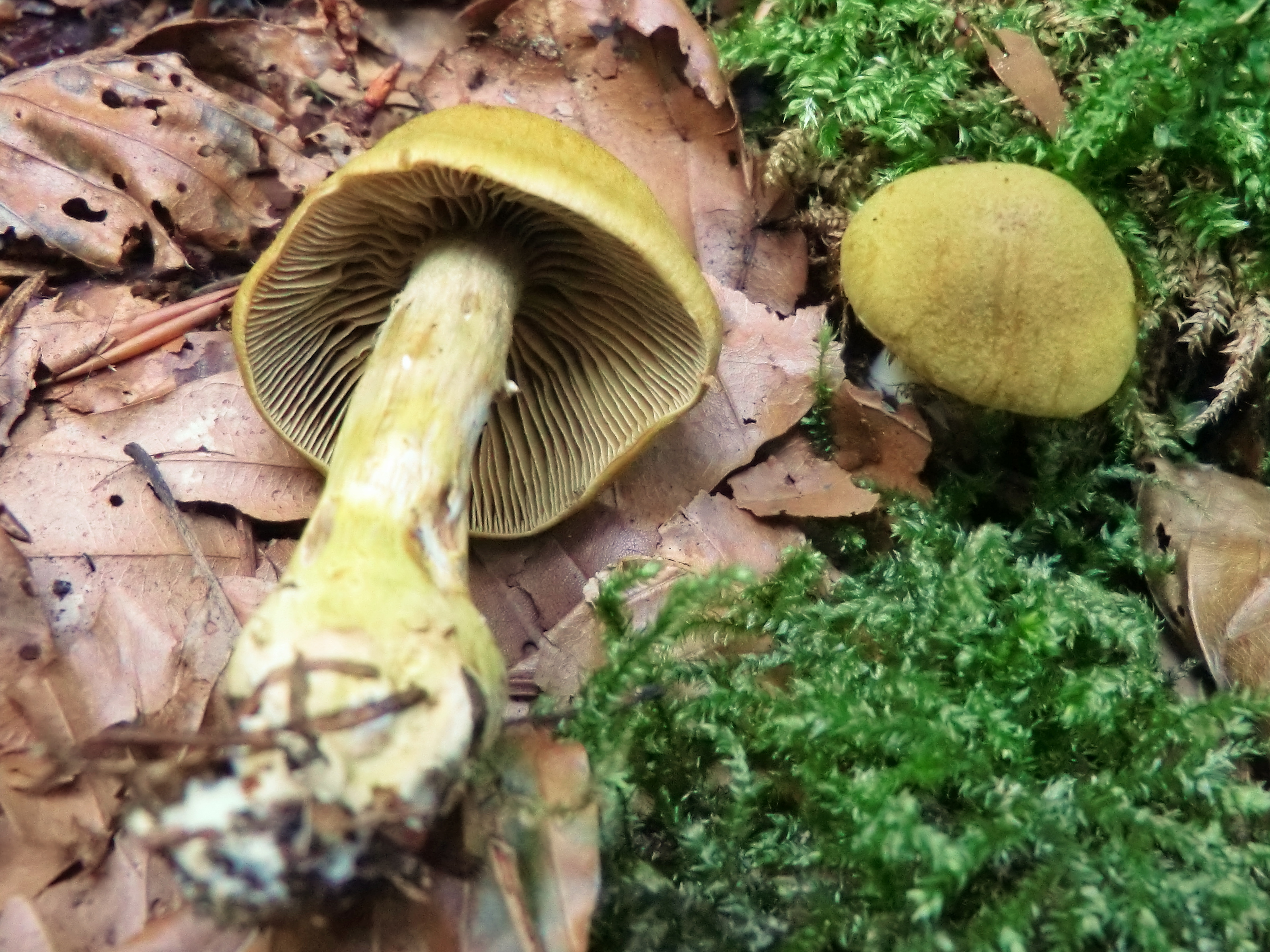
!!Cortinarius venetus!!
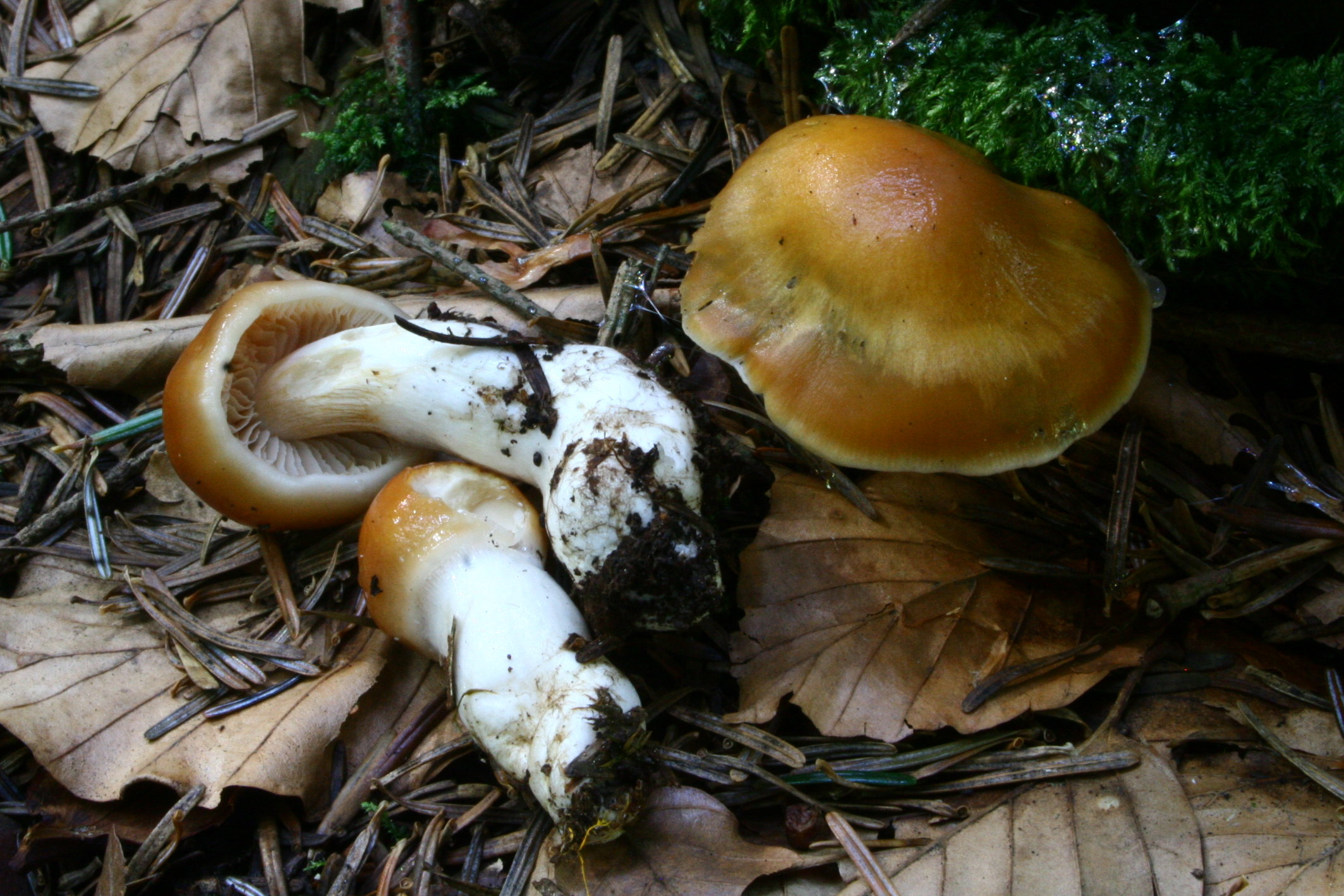
!Cortinarius vibratilis!

## Valorificare
Deși specia ar fi comestibilă, nu se potrivește pentru consum din cauza mirosului straniu și consistenței foarte inferioare a cărnii. 